# Orthophrys
Orthophrys is een geslacht van wantsen uit de familie van de Saldidae (Oeverwantsen). Het geslacht werd voor het eerst wetenschappelijk beschreven door Horváth in 1911.

## Soorten
Het genus bevat de volgende soort:

- Orthophrys pygmaea (Reuter, 1900)